# Sporophila telasco
El semillero gorjicastaño (Sporophila telasco), también denominado espiguero pechiblanco (en Colombia), espiguero gorjicastaño (en Ecuador), espiguero de garganta castaña (en Perú), corbatita del norte o corbatita (en Chile) o espiguero corbatón, es una especie de ave paseriforme de la familia Thraupidae perteneciente al numeroso género Sporophila. Es nativo de la costa del Pacífico y adyacencias del oeste de Sudamérica.

## Distribución y hábitat
Se distribuye por la pendiente del Pacífico desde el extremo suroeste de Colombia (suroeste de Cauca), hacia el sur por Ecuador y Perú (donde penetra hasta el alto valle del río Marañón), hasta el extremo norte de Chile (Tarapacá).
Esta especie es considerada común en sus hábitats naturales: los matorrales y pastizales áridos y zonas cultivadas, desde el nivel del mar hasta los 1400 m de altitud en el sur de Ecuador.

## Sistemática

### Descripción original
La especie S. telasco fue descrita por primera vez por el ornitólogo francés René Primevère Lesson en 1828 bajo el nombre científico Pyrrhula telasco; la localidad tipo es: «vecindades de Lima, Perú».

### Etimología
El nombre genérico femenino Sporophila es una combinación de las palabras del griego «sporos»: semilla, y  «philos»: amante; y el nombre de la especie «telasco» se refiere a Telasco, un guerrero inca, personaje de la novela ‘Les Incas, ou la destruction de l’Empire du Pérou’ de Jean François Marmontel (1777).

### Taxonomía
Los datos presentados por los amplios estudios filogenéticos recientes demostraron que la presente especie es hermana de Sporophila simplex y el par formado por ambas es hermano de S. peruviana, y que el  clado resultante es próximo de Sporophila leucoptera.
El taxón Sporophila insulata, tratado como especie plena o como subespecie de la presente, se demostró ser apenas un morfo de color de la presente y, por lo tanto, declarado inválido en la Propuesta N° 245 al Comité de Clasificación de Sudamérica (SACC).
Es monotípica.